# Blankenfelde (Berlino)
Blankenfelde è un quartiere di Berlino, appartenente al distretto di Pankow.